# En mand, syv kvinder
En mand, syv kvinder (Originaltitel: The Beguiled) er en amerikansk film fra 1971, instrueret af Don Siegel med Clint Eastwood og Geraldine Page i hovedrollerne. Manuskriptet er udarbejdet af Albert Maltz og baseret på en roman fra 1966 af Thomas P. Cullinan med originaltitlen A Painted Devil. Denne film var den tredje af fem samarbejder mellem Siegel og Eastwood.

## Plot
Mod slutningen af den Amerikanske borgerkrig bliver den sårede Yankee soldat John McBurney reddet fra døden af en 12 årig pige, som går på kostskole i Louisiana. I begyndelsen er personalet og de kvindelige elever skræmte over at huse ham, men efterhånden som John begynder at restituere, udøver han sin charme mod dem en efter en og den sexuelt spændte atmosfære bliver fyldt med jalousi og intriger, da det bliver klart at to af lærerne og flere af pigerne er stærkt tiltrukket af ham.
McBurney afviser forstanderindens tilnærmelser til fordel for en af skolepigerne, men bliver opdaget af lærerinden Edwina, som i jalousi skubber ham ned af en trappe. Denne Freudske symbolisme føres ud i det ekstreme, da forstanderinden amputerer hans nu stærkt beskadigede ben. Filmen giver ikke noget endeligt svar på, om det er for at undgå en truende koldbrand eller det er en form for hævnakt. Efter at have forført flere af pigerne, erklærer han sit ønske om at gifte sig med en af lærerinderne. Imidlertid har han i en brandert dræbt en af de unge pigers skildpadde, og hun samler derfor giftige svampe, som forstanderinden og nogle af pigerne bruger med henblik på at dræbe ham. Han dør dog forinden af et hjerteanfald.

## Medvirkende
- Clint Eastwood som korporal John 'McBee' McBurney
- Geraldine Page som Martha Farnsworth
- Elizabeth Hartman som Edwina Dabney
- Jo Ann Harris som Carol
- Darleen Carr som Doris
- Mae Mercer som Hallie
- Pamelyn Ferdin som Amelia 'Amy'
- Melody Thomas som Abigail
- Peggy Drier som Lizzie
- Pattye Mattick som Janie

## Produktion
Producer Jennings Lang viste et eksemplar af romanen til Eastwood, som blev opslugt af plottet og læste den på en enkelt nat. Dette var den første af en række film, hvor Eastwood accepterede et manuskript, i hvilket han var centrum for kvidelige beundrere. Eastwood omtalte sin rolle i filmen som "en kærkommen mulighed for at spille med sande følelser uden at være fuldstændig operationel og uden at skulle tænde kanoner med cigarer.". Albert Maltz, som også havde arbejdet med manuskriptet til Han kom, han så, han skød blev engageret til opgaven, men uoverensstemmelser med Siegel og Eastwood om slutningen medførte, at Claude Traverse reviderede det, skønt ukrediteret, ligesom Maltz blot blev krediteret under pseudonym. Maltz havde givet plottet en happy ending, men både Eastwood og Don Siegel ønskede en slutning, der var tro mod romanens anti -krigsstemning og ønskede derfor, at korporalen skulle dræbes i slutningen af filmen. Ifølge Siegel er filmens scener med temaerne sex, vold og hævngerrighed baseret på "kvinders basale drifter om at kastrere mænd."
Eastwood sagde om sin rolle i filmen:
Universal ønskede oprindelig, at Siegel skulle optage filmen i et studie ved "’Disney Studios Ranch", men instruktøren fik indfriet sit ønske om at optage de fleste scener i nærheden af Baton Rouge i Louisiana. Indendørsoptagelserne fandt sted hos Universal Studios. Optagelserne startede i april 1970 og varede 10 uger.
Eastwood havde kort forinden underskrevet en ny kontrakt med Universal, men blev utilfreds med selskabet, fordi han mente, at det havde nedprioriteret reklameringen for filmen før premieren. Denne film, som var mere "smal" end sædvanligt for Eastwood og samtidig havde en helt anderledes pointe end hans tidligere film, krævede en langt større indsats fra selskabets side, var hans argument. Dette medvirkede til hans brud med selskabet efter Kold hævn i 1975. Bruddet varede indtil 2008, hvor han indgik i selskabet i samarbejde om Changeling.

## Modtagelse
Filmen kom på gaden, inden Eastwoods to foregående film var taget af plakaten. Don Siegel mente, at denne disposition samt reklameringen, der lod ane, at dette var endnu en spagettiwestern, var skyld i den økonomiske fiasko, idet filmen blot indtjente en million$. Plakaten, der introducerede filmen viste Eastwood med en revolver i hånden,hvilket skabte indtry af, at det var en film med action.. Filmen blev derimod vel modtaget af de franske kritikere, og der var planer om at fremvise den på filmfestivalen i Cannes, men de blev ikke gennemført. Selv om filmen blev den første egentlige fiasko for Eastwood, fastholdt han senere, at den var et fremskridt i skabelsen af en mere nuanceret figur, end det han tidligere havde præsteret.

### Danske udgivelser
- Eliot, Marc (2010). Clint Eastwood. København: Nyt Nordisk Forlag/ Arnold Busck. ISBN 978-87-17-04147-0. {{cite book}}: Tjek |isbn=: checksum (hjælp)
- Richard Schickel (1998):Clint Eastwood : en biografi. Bind 1-2

### Engelske udgivelser
- Hirsch, Foster (1971-72). "The Beguilded: Southern Gothic revived." Film Heritage, 7, 15-20.
- Kay, Karyn. (1976) "The Beguiled: Gothic Misogyny." Velvet Light Trap, 16, 32-33.
- Hughes, Howard (2009). Aim for the Heart. London: I.B. Tauris. ISBN 978-1-84511-902-7.
- McGilligan, Patrick (1999). Clint: The Life and Legend. London: HarperCollins. ISBN 0-00-638354-8.
- Tumanov, Vladimir (2013). "One Adam and Nine Eves in Donald Siegel's The Beguiled and Giovanni Boccaccio's 3:1 of the The Decameron." Arkiveret 4. marts 2016 hos  Wayback Machine Neophilologus: An International Journal of Modern and Mediaeval Language and Literature.